# Hazajáró lélek
A Hazajáró lélek egy 1940-es magyar filmdráma Zilahy Lajos rendezésében, melynek bemutatója 1940. október 28-án volt.

## Szereplők
- Török Ágoston, mérnök: Páger Antal
- Mária: Karády Katalin
- Arany István, mérnök: Ércz István
- mulató tulajdonos: Csortos Gyula
- Török inasa: Mály Gerő
- Náni, Török házvezető nője: Vaszary Piri
- Mayer úr, a "Rézkrajcár" tulajdonosa: Mihályi Ernő
- Mici, táncosnő: Kiss Manyi
- Mici utóda, táncosnő: Raffay Blanka
- báró Dulcinsky: Pethes Sándor
- Eta néni, Mária gondviselője: Egyed Lenke
- Béla bácsi: Kürthy György
- pincér: Szabó Ferenc
- főpincér: Sugár Lajos
- rendőr: Hidassy Sándor
- postás: Bihary József
- sofőr: Károlyi István
- Féja Magdolna és Simon Zsuzsa

## Tartalom
|  | Alább a cselekmény részletei következnek! |

Török Ágoston feleségül veszi Máriát, aki korábban lokál énekesnő volt. Kezdetben boldog házasságban élnek, melyet később a férfi féltékenysége mérgez meg. Mikor észre veszi, hogy az asszony fiatal munkatársával, Arany Istvánnal flörtöl, detektívekkel figyelteti, akik jelentik, hogy Mária délutánonként egy idősebb, kamáslis úrral találkozgat. Guszti ezek után felelősségre vonja Máriát, házasságuk meginog, de kölcsönös szerelmük átsegíti őket a válságon. Közben Guszti egy pályázati munkán dolgozik nagy energiával. Megnyeri a pályázatot, a bank elnöke közli vele a jó hírt, és ekkor annak kámásliját megpillantva rájön, hogy ő az az idősebb úr, akivel Máriát a detektívek látták. Azt hiszi, hogy csak felesége "közbenjárására" kapta meg a munkát, s ezek után nem fogadja el az ajánlatot. Válni akar az asszonytól. Külföldi útra indul., az irodáját és Máriát Arany Istvánra bízza. Útközben vasúti szerencsétlenségben meghal. Mária nehéz anyagi helyzetbe kerül, s többször megindul a züllés útján. Rossz idegállapota miatt mindenkiben Gusztit véli felfedezni, s a férfi síron túl is vigyázó, boldogítani akaró szerelme menti meg az elzülléstől, s vezeti vissza a helyes útra. Végül lehiggadva kezd új életet István oldalán.
|  | Itt a vége a cselekmény részletezésének! |